# 水沢外浦テレビ中継局
水沢外浦テレビ中継局（みずさわそとうらテレビちゅうけいきょく）は、岩手県奥州市に設置されていたテレビ中継局。地上アナログ放送の中継局が設置されていたが、地上デジタル放送中継局開設の予定はなく、盛岡送信所や一関中継局などからの電波を受信していた。そのため、2012年3月31日の岩手県内でのアナログ放送終了をもって廃止された。

## 所在地
- 奥州市水沢区羽田町

## 中継局概要
| 放送局名              | チャンネル     | 空中線電力          | ERP                  | 放送対象地域   | 放送区域内世帯数 |
| mit岩手めんこいテレビ | 39ch           | 映像100mW /音声25mW | 映像710mW /音声175mW | 岩手県         | 不明             |
| TVIテレビ岩手         | 41ch           | 映像100mW /音声25mW | 映像710mW /音声175mW | 岩手県         | 不明             |
| NHK盛岡総合テレビ     | 45ch           | 映像100mW /音声25mW | 映像710mW /音声175mW | 岩手県         | 不明             |
| NHK盛岡教育テレビ     | 47ch           | 映像100mW /音声25mW | 映像710mW /音声175mW | 全国放送       | 不明             |
| IBC岩手放送           | 54ch< 43ch     | 映像100mW /音声25mW | 映像710mW /音声175mW | 岩手県         | 不明             |
| IAT岩手朝日テレビ     | 中継局未開局。 | 中継局未開局。      | 中継局未開局。       | 中継局未開局。 | 中継局未開局。   |

## 放送エリアなど
- 盛岡送信所からの電波が届きにくい奥州市の水沢江刺駅東側をカバーしている。
- IAT岩手朝日テレビは、当地に中継局を置いておらず、盛岡送信所などを受信する。
- IBC岩手放送のチャンネルは、地上デジタル放送本放送開始に際しては混信防止のため、2005年10月12日から25日まで「アナアナ変換」により43chから変更された。なお、旧チャンネル43chは、2005年10月25日をもって停波。
- 地上デジタル放送については、非該当のため、2011年7月24日のアナログ放送終了をもって廃止される予定であったが、2011年3月11日に発生した東北地方太平洋沖地震（東日本大震災）の影響で、アナログ終了が、2012年3月31日まで延期された。